# سنت-کروا
سنت-کروا (آرپیتان: Sent-Crouèx) یک کمون در دپارتمان ان، فرانسه است. این کمون ۱۰٫۶۲ مساحت و ۵۵۴ نفر جمعیت دارد.